# Oreosparte
Oreosparte là chi thực vật có hoa trong họ Apocynaceae.

## Các loài
- Oreosparte celebica Schltr., 1916: Sulawesi (núi Mahawu).